# 武田哲夫
武田 哲夫（たけだ てつお、1936年 - ）は、日本の経済学者。専門は、金融･財政政策

## 略歴
- 1959年（昭和34年） 東京大学経済学部経済学科卒業
- 日本銀行入行
- 国際通貨基金エコノミスト
- 1988年（昭和63年） 日本IBM(株)取締役就任
- 1996年（平成8年）日本銀行金融研究所顧問
- 1996年（平成8年） 拓殖大学政経学部･経済学研究科教授
- 1999年（平成11年）拓殖大学経済学研究科委員長（～2002年）
- 2003年（平成15年）拓殖大学学長･大学院院長（～2005年）
- 2007年（平成19年）拓殖大学退職、同大学名誉教授就任

## 所属学会
- 金融学会
- 日本経済学会
- 進化経済学会

## 主な著書

### 単著
- 『インフレーションの理論と政策』（全国地方銀行協会、1975年）

### 共著
- 「世界スタグフレーション」（有斐閣、1982年)
- 「欧州中央銀行の金融政策とユーロ」 （有斐閣 、2004 ）